# Merced (Kalifornija)
Merced je grad u američkoj saveznoj državi Kalifornija. Prema popisu stanovništva iz 2010. u njemu je živjelo 78.958 stanovnika.